# 吉大尚
吉 大尚（きち だいじょう、生没年不詳）は、百済の官吏。官位は達卒。故国の滅亡に伴い倭国（日本）へ亡命した。吉田（きった／きちだ）連（吉田宿禰）氏の祖。

## 記録
『懐風藻』によれば、大友皇子の学士の一人で、沙宅紹明・答㶱春初・許率母・木素貴子らとともに賓客とされた。
薬学に詳しく、671年（天智天皇10年1月）、許率母・角福牟とともに小山上の冠位を授与された、とある。
『続日本後紀』巻第六、承和4年（837年）6月の記事によると、吉大尚の祖先は塩垂津（しおだれつ）といい、倭人であったが、国命にしたがい任那の三己汶（さんこもん）の地に移住したという。三己汶はのちに百済領になり、8世の子孫である大尚は弟の少尚とともに日本を慕う気持ちから来朝し、代々医術を伝えた、とある。同様の記述が『新撰姓氏録』「左京皇別」吉田連の項目にも見られ、孝昭天皇の王子、天帯彦国押人命の4世の孫、彦国葺命の孫が塩垂津彦にあたるとし、神亀元年（724年）に吉田連に改氏姓したとされている。改氏姓のことは、『続日本紀』巻第九にも見える。